# Arturo Croce
Arturo José Croce Orozco (La Grita, Táchira, 29 de abril de 1907 - Caracas, 6 de abril de 2002) fue un escritor venezolano galardonado en 1964 con el Premio Nacional de Literatura. En su obra se destacaron diversos géneros como la ficción, el ensayo y la poesía. También se distinguió por su labor en la promoción cultural.

## Biografía
Hijo de María Orozco y del general Francisco Croce Moreno. Tuvo por ascendencia materna orígenes españoles y corsos por su padre. Entre 1912 y 1917 hizo estudios de primaria en el Colegio Padre Maya de su ciudad natal. Para 1926 publicó su primer soneto, el cual tituló «El viejo Gañán» y preparó un primer libro de poesía Los pasos lentos, el cual mantuvo inédito. A los veinte años decidió trasladarse a Caracas y se matriculó en el Colegio Sucre, dirigido por el educador José Manuel Núñez Ponte. En estos años ganó un concurso literario en Argentina. En 1928 hizo una presentación pública de sus sonetos en su ciudad, destacando su «Canto a La Grita». Ese mismo año, de nuevo en Caracas, se vio envuelto en los sucesos de la Semana del Estudiante, aunque no resultó detenido por la dictadura de Juan Vicente Gómez.
En 1931, convidado por el poeta Gonzalo Patrizzi, comenzó a asistir a reuniones clandestinas de la Agrupación Revolucionaria de Izquierda (ARDI). Vivió un tiempo en la ciudad de Mérida, donde se dedicó al periodismo y a dar clases de castellano en un liceo. Fundó el grupo literario «Guanahaní» junto a Antonio Quintero García, Rafael Pizani y Antonio Spinetti Deni. En estos años escribió para Fantonches, El Universal, El Heraldo, Billiken y la revista Élite. Se incorporó al Movimiento de Organización Venezolana (ORVE), liderado, entre otros, por Rómulo Betancourt y Mariano Picón Salas. Fundó las publicaciones Gaceta de Occidente y Acción Socialista, por esta última fue brevemente a prisión.
Ante el riesgo de volver a la cárcel, partió de Venezuela rumbo a Washington D. C., donde fue recibido por el embajador Diógenes Escalante. En Maryland hizo estudios de Economía agrícola. Permaneció en Estados Unidos durante tres años, allí escribió el poemario Norte Brumoso y la novela Cuento de Amor, que luego tituló Amor al Oeste. De regreso al país, comenzó a trabajar en el Ministerio de Agricultura y Cría durante la presidencia de Isaías Medina Angarita. Allí fue director de la revista El agricultor Venezolano. En estos años contrajo matrimonio en Maracay con Olga Echegaray Jiménez (1920-1975) e ingresó a la militancia del oficialista Partido Democrático Venezolano (PDV), siendo parte de la redacción de semanario político En Marcha. En 1942 la Asociación de Escritores de Venezuela publicó su recopilación de relatos: Chimó y otros cuentos, el cual fue galardonado en un certamen de Fantoches. Derrocado Medina Angarita el 18 de octubre de 1945, presentó su renuncia al ministerio pero esta no fue aceptada. 
Tras el derrocamiento de Rómulo Gallegos en 1948, fue convocado por su hermano, el capitán Luis Croce, para que trabaje en la Junta Militar de Gobierno, pero permaneció solo dos meses dado sus antecedentes de izquierda. Sin embargo, ocupó el cargo de jefe de departamento del Instituto Agrario Nacional. Caída la dictadura militar en 1958, Croce fue designado por el nuevo gobierno como director de Cultura y Bellas Artes del Ministerio de Educación, y dirigió la Revista Nacional de Cultura (1958-1960). En 1959 el Ministerio de Educación editó su novela Los diablos danzantes, con el que ganó el «Premio Arístides Rojas». 
Después de varios intentos, y algunas menciones honoríficas, en 1961 fue galardonado con el premio único del Concurso de Cuentos de El Nacional, por «La luz se quebró en el árbol». La Biblioteca de Autores y Temas Tachirenses publicó en 1960 una Selección de cuentos, con material de libros anteriores y un cuento inédito. 
Fue condecorado con la orden francesa de las Artes y las Letras en 1962 y representó a Venezuela en un congreso internacional de cultura de la Unión Panamericana. Asimismo fue merecedor de la Orden de Andrés Bello en su tercera clase. Recibió el Premio Nacional de Literatura por el conjunto de su obra. Para finales de la década de los sesenta ejerció la vicepresidencia de la Asociación de Escritores de Venezuela. En 1974 formó parte de la comisión estructuradora del Consejo Nacional de la Cultura (CONAC). 
En 1994 las ediciones de la Presidencia de la República publicó sus obras completas. Falleció de causas naturales en su casa ubicada en el oeste de Caracas el 6 de abril de 2002, alejado de la vida pública y olvidado de todo reconocimiento, viviendo sus últimos años junto a su hijo y su nieto.

## Obra

### Narrativa
Cuentos
- Chimó y otros cuentos (1942)
- Taladro (1943)
- La muerte baja de la montaña (1947)
- Tierra revuelta (1952)
- Surimán (1955)
- La montaña labriega (1958)
- La ciudad aledaña (1959)
- Fosa común (1960)
- Los caminos y el llano (1961)
- Del mar y la selva (1961)
- El espacio en el tiempo (1962)

Novelas
- Los diablos danzantes (1959; Premio Arístides Rojas)
- Talud derrumbado (1961)
- Amor al oeste (1963)
- Por Turén pasa el Acarigua (1966)
- El nudo (1969)
- La roca desnuda (1970)
- Quiero vivir (1976)
- Petróleo, mi general (1977)
- Obras completas (1994)

### Poesía
- Norte brumoso (1946)
- Tierra revuelta (1952)
- Claridad del sur (1962)
- Retorno viviente (1964)

### Ensayo
- Bolívar, el hombre (1952)
- Desechos sin rumbo del 28 literario, 1927-35 (1957)
- Con un gesto feroz en el juguete (1959)
- Francisco Croce, mi general civilista (1959)
- El cuento en Venezuela (1960)
- Gente de paz (1968)
- La Grita cuatricentenaria (1976)
- Variaciones-II (1987)
- Jovito Villalba en la historia politica de Venezuela (1990)